# أنجيلو كونطيرنو
أنجيلو كونطيرنو (بالإيطالية: Angelo Conterno)‏ (مواليد 13 مارس 1925 - الوفاة 1 ديسمبر 2007) كان دراج إيطالي.

## سباقات أو مراحل فاز بها
- طواف إسبانيا
- طواف إيطاليا

## أكبر إنجازاته
- الخامس ، جيرو دي إيطاليا

- الأول ، المرحلة 2 ، ( ابيتون - مونتيكاتيني تيرمي ، 197 كم)

- زعيم تصنيف العام (بعد المرحلة 2 )

- الخامس، جيرو دي إيطاليا
- الأول ، جيرو دي لاتسيو

- الثالث ، جيرو ديل بيمونتي
- العاشر، جيرو دي إيطاليا

- الأول في المرحلة 4 ، ( كاتانزارو - باري ، 352 كم)

- الثاني ، جيرو ديل بيمونتي

- الثالث، جيرو دي لومبارديا

- المرتبة الثامنة عشر ، جيرو دي إيطاليا

- الأول في المرحلة الثامنة عشر ، ( تريستا - كورتينا دامبيزو ، 236 كم)

- الأول للمرحلة الثانية ، ( سانتاندير - أوفييدو ، 248 كم)

- المرتبة 41، سباق فرنسا للدراجات

- الأول، جيرو ديل فينيتو

- الثالث، جيرو ديلليميليا

- الثالث، تري فالي فارسين

- الثالث، جولة فلاندرز

- الأول، ZURI - Metzgete

- الثالث، جيرو دي لاتسيو

- الثالث، تري فالي فارسين

- الأول، جيرو ديل بيمونتي
- الثاني، ميلانو- تورينو

## روابط خارجية
- أنجيلو كونطيرنو على موقع أرشيف الدراجات (الإنجليزية)
- أنجيلو كونطيرنو على موقع إحصائيات الدراجات الإحترافية (الإنجليزية)
- أنجيلو كونطيرنو على موقع CycleBase (الإنجليزية)